# Johann Meyer (Politiker, 1906)
Johann Meyer (* 3. Oktober 1906 in Wilhelmshaven; † 5. September 1977 in Bremen) war ein deutscher Politiker (SPD) und er war Mitglied der Bremischen Bürgerschaft. 

## Biografie

### Ausbildung und Beruf
Meyer war als Dreher in Bremen tätig.  

### Politik
Meyer war Mitglied der SPD in Bremen. 
Er war von 1951 bis 1971 für die SPD 20 Jahre lang Mitglied der Bremischen Bürgerschaft und in verschiedenen Deputationen und Ausschüssen der Bürgerschaft tätig. 